# Nidau
Nidau és un municipi del cantó de Berna (Suïssa), situat districte de Nidau. Tot i que no és un municipi oficialment bilingüe, la població amb el francès com a primera llengua és notable per estar situat als límits entre l'alemany i aquest idioma.